# San Marcos Sud
San Marcos Sud é um município da província de Córdova, na Argentina.